# TEB BNP Paribas Istanbul Open 2018
Il TEB BNP Paribas Istanbul Open 2018 è stato un torneo professionistico di tennis giocato all'aperto sulla terra rossa. È stata la quarta edizione dell'evento facente parte dell'ATP Tour 250 nell'ambito dell'ATP World Tour 2018. Il torneo si è svolto nella Koza World of Sports Arena di Istanbul, in Turchia, dal 30 aprile al 6 maggio 2018.

## Partecipanti

### Teste di serie
| Nazionalità          | Giocatore           | Ranking* | Testa di serie |
| -------------------- | ------------------- | -------- | -------------- |
| Croazia              | Marin Čilić         | 4        | 1              |
| Bosnia ed Erzegovina | Damir Džumhur       | 32       | 2              |
| Italia               | Andreas Seppi       | 55       | 3              |
| Slovenia             | Aljaž Bedene        | 57       | 4              |
| Italia               | Paolo Lorenzi       | 66       | 5              |
| Serbia               | Viktor Troicki      | 71       | 6              |
| Rep. Ceca            | Jiří Veselý         | 78       | 7              |
| Georgia              | Nikoloz Basilašvili | 79       | 8              |

* Ranking al 23 aprile 2018.

### Altri partecipanti
I seguenti giocatori hanno ricevuto una wildcard per il tabellone principale:
- Marsel İlhan
- Cem İlkel
- Bernard Tomić

I seguenti giocatori sono passati dalle qualificazioni:

- Daniel Gimeno Traver
- Thiago Monteiro
- Marco Trungelliti
- Elias Ymer

### Ritiri
Prima del torneo
- Borna Ćorić → sostituito da  Tarō Daniel
- Pablo Cuevas → sostituito da  Dušan Lajović
- Aleksandr Dolhopolov → sostituito da  Michail Južnyj
- Filip Krajinović → sostituito da  Malek Jaziri
- Horacio Zeballos → sostituito da  John Millman

## Campioni

### Singolare
Tarō Daniel ha battuto in finale  Malek Jaziri con il punteggio di 7–6(4), 6-4.
- È il primo titolo in carriera per Daniel.

### Doppio
Dominic Inglot /  Robert Lindstedt hanno battuto in finale  Ben McLachlan /  Nicholas Monroe con il punteggio di 3-6, 6-3, [10-8].